# Спандарамет
Спандарамет (арм. Սպանդարամետ «преисподняя», от авест. spəṇta ārmaiti «Спента Армаити») — в армянской мифологии божество подземного мира как места упокоения мёртвых и средоточия плодородия.
В эпоху эллинизма отождествлялось с Дионисом и Деметрой. По мнению некоторых исследователей, Спандарамет изначально был божеством флоры и плодородия (существовал «տոն սպանդարամետական պաշտամանն» — праздник/культ недр земли). В более поздний период Спандарамет начинает ассоциироваться с адом, мёртвыми и в качестве властелина подземных душ. Согласно историку начала X века Товме Арцруни, в народных преданиях земля иногда считалась пристанищем Спандарамета.
Восходит к богине Спента Армаити в иранской мифологии.